# 伯恩哈德二世 (巴登)
伯恩哈德二世（Bernhard II. von Baden，1428年—1458年），在天主教中文译名中亦称“圣伯尔纳二世”，是巴登藩侯雅各布一世的次子，出生於巴登-巴登。當君士坦丁堡於1453年陷落後，哈布斯堡王朝派遣伯恩哈德二世前往說服各王公貴族組織一場對抗鄂圖曼土耳其軍的軍隊。在途中，伯恩哈德二世於北義大利的蒙卡列里患病去世。

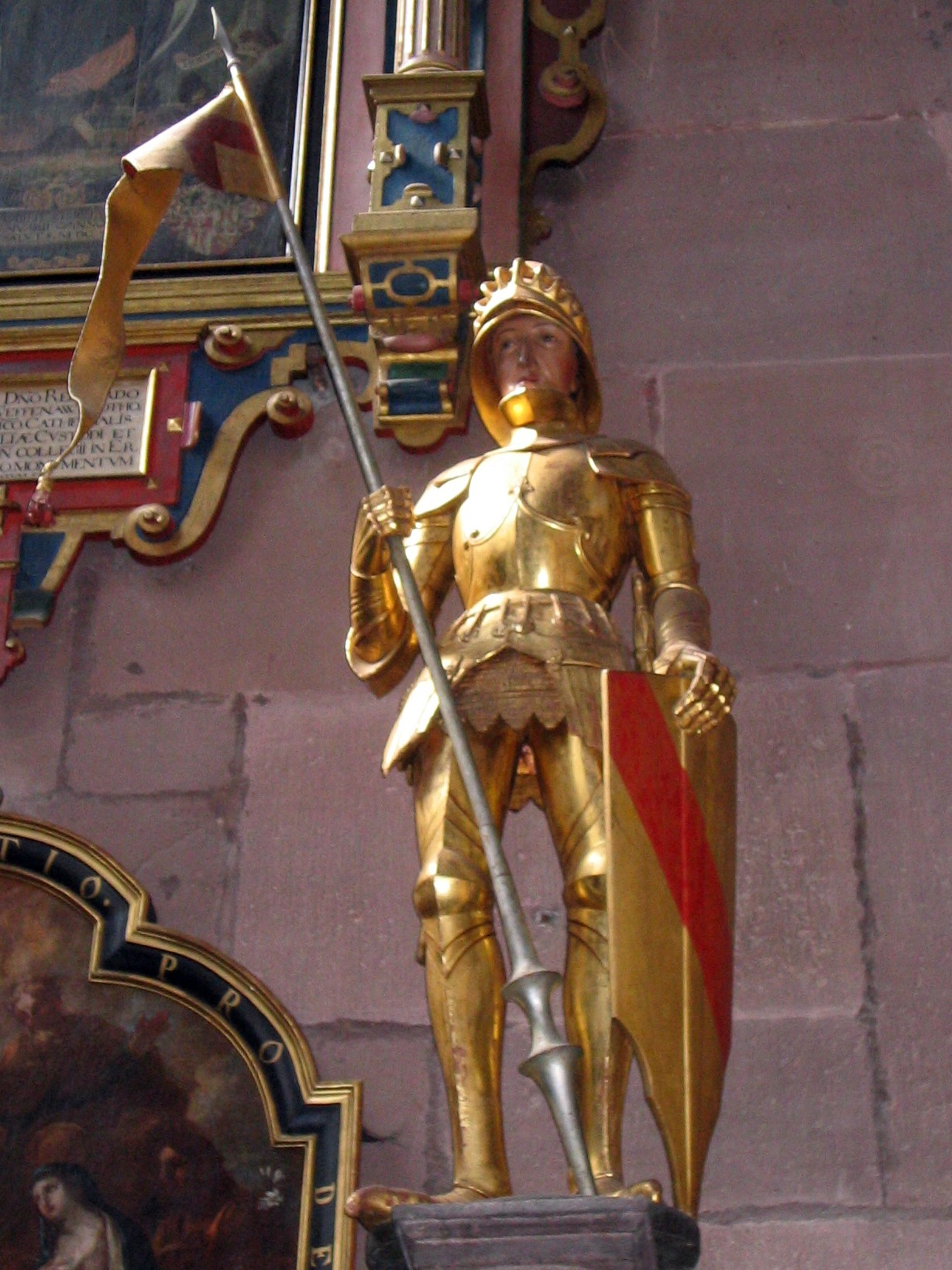
伯恩哈德二世銅像